# ميكا نيمينن
ميكا نيمينن (بالفنلندية: Mika Nieminen) هو لاعب هوكي الجليد وسياسي فنلندي، ولد في 1966 في تامبيري في فنلندا. في 2017 Oripää municipal election ‏، انتخب عضو مجلس بلدية ‏.

## روابط خارجية
- ميكا نيمينن على موقع EliteProspects.com (الإنجليزية)
- ميكا نيمينن على موقع Eurohockey.com (الإنجليزية)
- ميكا نيمينن على موقع HockeyDB.com (الإنجليزية)
- ميكا نيمينن على موقع أوليمبيديا (الإنجليزية)